# Pungyang-myeon, Yecheon-gun
Pungyang-myeon (koreanska: 풍양면) är en socken i kommunen Yecheon-gun i  provinsen Norra Gyeongsang i den centrala delen av Sydkorea, 170 km sydost om huvudstaden Seoul.